# Superčíči
Superčíči (v anglickém originále SuperKitties, od 2. řady též SuperKitties: Su-Purr Charged) je animovaný dětský televizní seriál, jehož autorkou je Paula Rosenthalová. Hodnocení seriálu kritikou bylo celkově pozitivní. Jeho první díl měl premiéru 11. ledna 2023 na Disney Junior. Už před premiérou byla objednána druhá řada a v únoru 2024 třetí řada seriálu.  

## Obsazení

### Hlavní postavy
- Emma Berman jako Ginny
- Cruz Flateau jako Sparks
- JeCobi Swain jako Buddy
- Pyper Braun jako Bitsy

### Záporné postavy
- Justin Guarini jako Cat Burglar
- Kari Wahlgren jako Babička Catarina
- Ruth Pferdehirt jako Laboratorní Krysa
- Jeremy Jordan jako Otto
- James Monroe Iglehart jako Pan Puppypaws
- Isabella Crovetti jako Zsa Zsa
- Dee Bradley Baker jako Četa Zsa Zsa

### Vedlejší postavy
- Carmen Carter jako Úžasná Zpěvačka
- Carly Hughes v 1. řadě a ve 2. řadě Kamali Minter jako Amara
- Dee Bradley Baker jako Sam a Eddie
- Emma Berman (Chibi), Pyper Braun a Cruz Flateau jako Koťata, ztratila rukavice
- Carly Hughes jako Boomer
- Jan Johns jako Kapitán FluffNStuff
- Kari Wahlgren jako Magda
- Maxwell Simkins jako Rockland
- Gracen Newton jako Peanut
- Simon Webster jako Pickles
- Dee Bradley Baker, Justin Guarini a James Monroe Iglehart jako Zpívající Veverky
- Jennie Kwan jako Chef Marci
- Jennie Kwan jako Biscuit
- Kari Wahlgren jako Slečna Poochytailová
- Eric Bauza jako Wiggles

## Vysílání
| Řada | Díly          | Premiéra v USA | Premiéra v USA |
| Řada | Díly          | První díl      | Poslední díl   |
| ---- | ------------- | -------------- | -------------- |
| 1    | 26            | 11. ledna 2023 | 19. ledna 2024 |
| 2    | bude oznámeno | 5. dubna 2024  | bude oznámeno  |